# فریدون گله
فریدون گُله (۱۶ شهریور ۱۳۱۹ – ۳۰ مهر ۱۳۸۴) کارگردان و فیلم‌نامه‌نویس اهل ایران بود.
گُله از سینماگران مطرح ایران در اواخر دههٔ ۱۳۴۰ و اوایل دههٔ ۱۳۵۰ بود و بسیاری فیلم کندو ساختهٔ مطرح او را آغازگر نوعی تازه از سینمای اجتماعی ایران می‌دانند.

## زندگی
پدر فریدون گله افسر ارشد گمرکی بود که به سینما هم علاقه‌مند بود و برای تماشای فیلم‌های هندی و عربی به سینما می‌رفت. فریدون گله از همان کودکی به مطالعه علاقه داشت. در سنین نوجوانی نوشتن رمان را آغاز کرد و به «الکساندر دوما» علاقه‌مند شد. خود گله بعدها در مصاحبه‌هایش گفت که نویسنده‌ای که او را به شدت تحت تأثیر قرار داده لئون تولستوی است. نویسنده چپگرای روس که رمان عظیم جنگ و صلح او به عنوان یکی از برترین داستان‌های جهان شناخته شده‌است.
گله در دانشگاه مشهد ادبیات خواند و بعد برای تحصیل در رشته سینما به نیویورک آمریکا رفت. در مدرسه‌ای که او تحصیل می‌کرد چهره‌های مشهوری مانند مارتین اسکورسیزی، آن بانکرافت، جین هکمن و فی داناوی هم به تحصیل مشغول بودند. فریدون گله پنج سال در رشته سینما تحصیل کرد و در سال ۱۳۴۵ به ایران بازگشت. زمان بازگشت او به ایران مصادف با تغییر و تحولات در سینمای ایران بود. تغییر و تحولاتی که فریدون گله هم بخشی از آن بود.
فریدون گله دانش‌آموختهٔ دانشکدهٔ ادبیات از دانشگاه مشهد و هنرهای دراماتیک از دانشگاه نیویورک بود. آخرین فیلمی که در ایران ساخت ماه عسل(۱۳۵۵) بود. (خودش گفته‌بود که نام انتخابی‌اش «ماه منعکس» بود). در سال ۱۳۵۶ برای ساخت محصول مشترکی به نام «سبز خفته» با سرمایه‌گذاران آمریکایی به آمریکا رفت. به‌دلیل شراکت وزارت فرهنگ و هنر در این فیلم، گُله به‌ناچار مدتی دفتر تولید و پخش فیلمی را اداره کرد. سال ۱۳۵۷ انقلاب ایران صورت گرفت و گُله در آمریکا ماندگار شد. سال ۱۳۶۱، هنگامی که درصدد بود فیلم «دیروزی» را به‌طور مشترک تهیه کند و صحنه‌هایی از فیلم را هم گرفته‌بود، به‌علت بیماری پدرش به ایران بازگشت.
گفته می‌شود از مجموع هفت یا هشت فیلم‌نامه‌ای که از او در «استودیو میثاقیه» بود و پس از مصادره به «بنیاد سینمایی فارابی» واگذار شد، حدود پنج فیلمنامه‌اش با نام «دیگران» تصویب شد و با قیمت‌های کلانی به‌فروش رسید. در همین سال‌ها، مسئولان امور سینمایی از او خواستند که فعالیت‌های سینمایی‌اش را پی بگیرد که او هم شرایط خودش را اعلام کرد و به نتیجهٔ مشخصی نرسید.
گله صبح شنبه ۳۰ مهرماه ۱۳۸۴ در ۶۴ سالگی بر اثر سکتهٔ قلبی در محل زندگی‌اش واقع در سلمان‌شهر (متل قو)، مازندران درگذشت.

## فریدون گله درموج نوی سینمای ایران
فریدون گله دو سال قبل از آغاز موج نو به ایران بازگشت. هم‌زمان با مسعود کیمیایی و داریوش مهرجویی اولین و ناموفق‌ترین فیلم خودش یعنی شب فرشتگان را ساخت. کیمیایی با ساخت قیصر زلزله‌ای در سینمای ایران به راه انداخت که تأثیر آن فراتر از سینما بود و در محافل روشنفکری بحث‌های فراوانی به راه انداخت.
ظهور هم‌زمان گاو و قیصر باعث به وجود آمدن دو گرایش در سینمای ایران شد که هر دو این گرایش‌ها سینمای موج نو را شکل دادند. قیصر سینمایی قهرمان محور با تاثیرپذیری از وسترن‌های آمریکایی را رواج داد که اکثر عوامل آن از دل سینمای همان زمان ایران انتخاب شدند. اما گاو بیشتر متأثر از سینمای روشنفکرانه اروپا بود که تلاش می‌کرد برداشت‌های اجتماعی خود را با زبانی فلسفی بیان کنند.
حکومت پهلوی به هر دو گونه سینمای موج نو که به سینمای خیابانی مشهور شد و چه به گونه دوم که بیان روشنفکرانه‌تری داشت به دیده تردید می‌نگریست تا جایی که از مهرجویی خواسته شد در ابتدای فیلم گاو حتماً این نکته را ذکر کند که وقایع فیلم پیش از انقلاب سفید رخ می‌دهد. گله به خاطر تحصیلات سینمایی که داشت به نوع اول سینمای موج نو گرایش پیدا کرد. سینمای خیابانی که خالص‌ترین شکل اعتراض به حکومت پهلوی بود.

## فیلم‌شناسی

### کارگردانی
- ۱۳۴۷ - شب فرشتگان
- ۱۳۵۱ - کافر
- ۱۳۵۱ - دشنه
- ۱۳۵۳ - زیر پوست شب
- ۱۳۵۴ - مهرگیاه
- ۱۳۵۴ - کندو
- ۱۳۵۵ - ماه عسل

### فیلم‌نامه‌نویسی
- ۱۳۸۴ - آکواریوم
- ۱۳۷۹ - سام و نرگس (سام و بلقیس)
- ۱۳۵۶ - جمعه
- ۱۳۵۵ - ماه عسل
- ۱۳۵۴ - دزد سوم
- ۱۳۵۴ - کندو
- ۱۳۵۴ - مهرگیاه
- ۱۳۵۳ - آب توبه
- ۱۳۵۳ - زیر پوست شب
- ۱۳۵۳ - ماشین مشتی ممدلی
- ۱۳۵۲ - باجناغ
- ۱۳۵۲ - مصطفی لره
- ۱۳۵۱ - دشنه
- ۱۳۵۱ - شیربها
- ۱۳۵۱ - کافر
- ۱۳۵۰ - جان‌سخت
- ۱۳۵۰ - حیدر
- ۱۳۵۰ - درختان ایستاده می‌میرند
- ۱۳۵۰ - دلقک‌ها
- ۱۳۵۰ - دیوار شیشه‌ای
- ۱۳۵۰ - رضا چلچله
- ۱۳۵۰ - ماجرای یک دزد
- ۱۳۵۰ - معرکه
- ۱۳۵۰ - وحشی جنگل
- ۱۳۴۹ - خشم عقاب‌ها
- ۱۳۴۹ - کوچهٔ مردها
- ۱۳۴۸ - دنیای آبی